# IC 1070
IC 1070  ist eine Spiralgalaxie vom Hubble-Typ Sbc im Sternbild Virgo am Nordsternhimmel und ist schätzungsweise 75 Millionen Lichtjahre von der Milchstraße entfernt. Im gleichen Himmelsareal befinden sich die Galaxien NGC 5774 und NGC 5775.
Entdeckt wurde das Objekt am 3. Juni 1891 von Stéphane Javelle.